# Ciril
El Ciril es un río ficticio de la Tierra Media, continente del universo imaginario creado por el escritor británico J. R. R. Tolkien. El Ciril es un río del sur de Gondor que nace en las Montañas del Cuerno Blanco, en el extremo occidental del feudo del Lamedon, a unas veinte millas del desfiladero del Tarlang. Cruza casi todo el valle y las altiplanicies de Lamedon hacia el sureste y recibe numerosos afluentes, sobre todo de las colinas del Tarlang; se une al río Ringló en Glanhir. 
Según el propio Tolkien, su nombre derivaría de la raíz kir («cortar») porque en algún lugar de su camino hacia el Ringló, el río fluía por «un profundo y rocoso canal» cortado en la roca.
En su curso inferior se encuentra la ciudad de Calembel, que es la más importante de la región y en la que se detuvo la Compañía Gris a descansar tras su paso por Erech, encontrándola desierta por el temor a «Los Muertos».